# Николаевка (Бугровский сельский округ)
Николаевка (каз. Николаевка) — упразднённое село в Кызылжарском районе Северо-Казахстанской области Казахстана. Упразднено в 2019 г. Входило в состав Бугровского сельского округа. Код КАТО — 595041400.
Севернее села находится озеро Шелегино.

## Население
В 1999 году население села составляло 191 человек (92 мужчины и 99 женщин). По данным переписи 2009 года, в селе проживало 21 человек (7 мужчин и 14 женщин).